# Convention nationale française de science-fiction
 (avril 2023).
La Convention nationale française de science-fiction est une réunion organisée annuellement en France — ou, par exception, dans un pays francophone « limitrophe » — d’amateurs et de professionnels de la science-fiction. Elle rassemble des inscrits (la grande majorité), des invités et des organisateurs : cet ensemble constitue les « participants » à la Convention. C'est une rencontre interne, à ne pas confondre avec un salon ou un festival. Elle est également l'occasion de décerner des prix littéraires : à l'heure actuelle, il s'agit des Prix Rosny aîné du roman et de la nouvelle, et du prix Cyrano attribué à une personne pour l'ensemble de ses contributions à la science-fiction. Les prix Alain Le Bussy/Galaxies, Aristophane (théâtre) et Pépin (nouvelles de moins de 300 signes) peuvent également y figurer. Enfin, un prix gag, nommé prix Versins, est aussi décerné à l'auteur du meilleur plus mauvais jeu de mots prononcé pendant la Convention.
La Convention étant financée par les amateurs, les participants acquittent un droit d'inscription, calculé de manière à couvrir les frais d'organisation, notamment la venue des invités.
Cette démarche est un exemple de la différence entre un festival (ou un salon littéraire) — où est souvent proposée aux visiteurs (qui se renouvellent au fur et à mesure) une entrée gratuite ou à faible prix — et la Convention nationale où les inscriptions sont prises pour toute la durée et où priment la littérature partagée, la rencontre, la participation et la reconnaissance des amateurs vis-à-vis des personnalités du milieu. C'est l'occasion pour les « fans » de se retrouver sur plusieurs jours, de côtoyer des auteurs et acteurs de la science-fiction et de discuter avec eux dans un cadre dénué de contraintes,.

## Historique
La première Convention nationale française a été organisée en 1974 par l’auteur Jean-Pierre Fontana sur le modèle au départ de la WorldCon, convention mondiale organisée par des fans des États-Unis.
L’événement a depuis lors eu lieu chaque année, avec la plupart du temps un organisateur et une structure différents, respectant une charte rédigée à la demande des « fans » français de science-fiction et gérée actuellement (2025) par l’écrivain Raymond Milési, responsable avec l'aide de Bernard Henninger du suivi de la Convention Nationale, dont il reçoit les candidatures et organise les votes. Chaque année N, durant la Convention, les participants élisent ainsi l’organisateur de l’année N+2. L’organisateur de l’année N+1 en profite souvent pour présenter le programme en cours de sa manifestation, et des pré-candidatures peuvent être annoncées pour les années ultérieures.
L'inscription s'élève en moyenne à une cinquantaine d'euros pour les trois ou quatre jours. Elle donne accès à tout — stands de revues, fanzines, clubs, associations, écrivains, exposants, éditeurs, libraire, bouquinistes… (les stands, tables souvent animées et regorgeant de matériel et publications SF, constituent l'essentiel de la Convention) ainsi qu'enveloppe, pot, badge et publication d'accueil, conférences, débats, expositions, jeux, spectacles, animations, etc. — et permet de débattre avec les amateurs, fans, invités et professionnels (éditeurs, auteurs, illustrateurs, critiques, journalistes spécialisés…) présents. Tous les renseignements (voyage, hébergement, repas, réservations, programme, invités, inscrits, particularités, etc.) sont fournis par les organisateurs durant l'année qui précède. Les repas sont souvent organisés de façon à être pris sur place ou à proximité pour qui le souhaite, ce qui prolonge les moments de rencontre ou de retrouvailles.

## Convention: le terme
En français, le terme « congrès », servant à désigner un rassemblement de personnes autour d'un thème, aurait pu sembler mieux adapté, étant donné que le terme « convention » demeure souvent employé dans un registre juridique.
Mais dans le cas présent, cette dénomination fait sans nul doute référence aux conventions de fans américaines de science-fiction (World Science Fiction Convention), dont l'origine remonte à 1939. Il s’agit donc au départ d'un anglicisme (adaptation en français d'un mot anglais).

## Liste des conventions nationales françaises de science-fiction
1. 1974 : Clermont-Ferrand — Jean-Pierre Fontana.
2. 1975 : Angoulême — Jacques Rouveyrol [4].
3. 1976 : Metz — Philippe Hupp.
4. 1977 : Limoges — Daniel Fondanèche.
5. 1978 : Yverdon (Suisse) — Pierre Versins.
6. 1979 : Toulouse — Noé Gaillard.
7. 1980 : Rambouillet 1 — Jean Milbergue.
8. 1981 : Bordeaux — Francis Valéry et Pascal J. Thomas.
9. 1982 : Quetigny (Dijon) — Marc Bussière et Guy Costes.
10. 1983 : Rambouillet 2 — Jean-Pierre et Jean-Marc Marché.
11. 1984 : Nancy 1 — Michel Ruff.
12. 1985 : Angers — Patrice Verry.
13. 1986 : Lille — Alain Garguir.
14. 1987 : Montpellier — « la ComeCon « — Gilles Murat, avec notamment Pierre-Paul Durastanti (jumelée avec la XIe convention Européenne de Science-Fiction).
15. 1988 : Paris — Raymond Audemard.
16. 1989 : La Valette-du-Var — Jean-Pierre Moumon et Martine Blond.
17. 1990 : Thionville — Raymond Milési.
18. 1991 : Montfort-sur-Argens — Micky Papoz.
19. 1992 : Redu (Belgique) — Serge Delsemme et Anne Smulders.
20. 1993 : Orléans — Alain Grousset, Gilbert Cognette.
21. 1994 : Sophia-Antipolis — Julien Cuny, Frédéric Cesari, William Waechter.
22. 1995 : Yverdon 2 (Suisse) — Roger Gaillard.
23. 1996 : Nancy 2 — Stéphanie Nicot, Alain Jardy, Daniel Conrad.
24. 1997 : Nancy 3 — Stéphanie Nicot, Alain Jardy, Daniel Conrad.
25. 1998 : Nancy 4 — Stéphanie Nicot, Alain Jardy, Daniel Conrad.
26. 1999 : Lodève — Claude Ecken.
27. 2000 : L’Isle-sur-la-Sorgue — Jérôme Baud.
28. 2001 : Saint-Denis (Seine-Saint-Denis) — Alain Huet.
29. 2002 : Tilff-Esneux 1 (Belgique) — Alain le Bussy.
30. 2003 : Flémalle (Belgique) — Sara Doke et Anne Smulders.
31. 2004 : Les Valayans 1 — Jérôme Baud.
32. 2005 : Tilff-Esneux 2 (Belgique) — Alain le Bussy et Anne Smulders.
33. 2006 : Bellaing 1 — Pierre Gévart.
34. 2007 : Montréal (Québec) — Jean-Louis Trudel.
35. 2008 : Nyons — Ugo Bellagamba.
36. 2009 : Bellaing 2 — Pierre Gévart.
37. 2010 : Grenoble 1 — Frédéric Fromenty et les Rêv'ailleurs.
38. 2011 : Tilff-Esneux 3 (Belgique) — Alain le Bussy, décédé le 15/10/2010 ; puis le CCPL (comité consultatif pour la promotion de la lecture), l'association Tilff 2011 et Raymond Milési.
39. 2012 : Semoy — association "Les Orléonautes".
40. 2013 : Aubenas — La Quarantième — Mireille Meyer et Jean-Jacques Régnier, association La Quarantième.
41. 2014 : Amiens (17-20 juillet) — Némo 2014 — Pierre Gévart (Galaxies) et Samuel Savreux (Centre International Jules Verne), association "NEMO 2014".
42. 2015 : Les Valayans 2 "Valcon" — Jérôme Baud.
43. 2016 : Bordeaux-Gradignan — Amélie Ferrando, Natacha Vas-Deyres et « des bénévoles », association L'AM.J (Les Amis de Michel Jeury).
44. 2017 : Grenoble 2 — Frédéric Fromenty, association « Les Rêv'Ailleurs ».
45. 2018 : Amiens — Pierre Gévart. Conjointement convention européenne de Science-Fiction.
46. 2019 : L'Isle-sur-la-Sorgue — Jérôme Baud.
47. 2020 : Orléans — Jean-Marie Leteneur et Les Orléonautes.
48. 2021 : Valbonne (Sophia-Antipolis) — BlueCon[5] — Ugo Bellagamba.
49. 2022 : Bergerac — Cyrano 2.22 — Natacha Vas-Deyres / Emmanuel Dubois pour l'Association des amis de Michel Jeury et l'association « Cyrano à Bergerac »[6].
50. 2023 : Wallers-Arenberg — PentacontaCon (c'est-à-dire « la 50e ») — Pierre Gévart (après désistement de Carpentras, proposition agréée lors de la convention Cyrano 2.22 à Bergerac)[7].
51. 2024 : Cambrai[8] — Bêtiz Con'nexion[9] — Angélique Roussel et Thierry Raynaud. Candidature élue en 2022 à Bergerac.
52. 2025 : Saint-Ay, circum-Orléans — SaintAy'Con[10] (à prononcer Saint-I [sɛ̃ti]) — Sylvie Eudes et Les Orléonautes. Candidature élue en 2023 à Wallers-Arenberg.
53. 2026 : Tilff, à Esneux (Belgique) — XuCon 4 — Olivier le Bussy et Anne Smulders [11]. Candidature élue en 2024 à Cambrai.

## Conseils et souvenirs
- 20 recettes pour rater une convention nationale (par Raymond Milési)